# Tsagueri
 (janvier 2013).
Si vous disposez d'ouvrages ou d'articles de référence ou si vous connaissez des sites web de qualité traitant du thème abordé ici, merci de compléter l'article en donnant les références utiles à sa vérifiabilité et en les liant à la section « Notes et références ».
Tsagueri est une ville de la région Ratcha-Letchkhoumie et Basse Svanétie. Sa population était de 1320 habitants en 2014.
Elle est la capitale du district de Tsagueri.

## Personnalités
- Candide Charkviani